# ピート・ハイン (駆逐艦)
ピート・ハイン (Hr.Ms. Piet Hein)はオランダ海軍のアドミラーレン級駆逐艦。艦名は17世紀のオランダの提督ピート・ハインにちなむ。

## 艦歴
ロッテルダム、Burgerhout's Scheepswerf en Machinefabriekの造船所で1925年8月26日に起工され、1927年4月2日に進水。1929年1月25日に就役した。
1936年11月13日、ジャワ級軽巡洋艦2隻、駆逐艦「エヴェルトセン」、「ヴィッテ・デ・ヴィット」と「ピート・ハイン」はシンガポールを訪問した。
1938年10月13日、「ピート・ハイン」と軽巡洋艦「ジャワ」はスンダ海峡で衝突事故を起こした。

### 第二次世界大戦
1941年の戦争勃発時には「ピート・ハイン」はスラバヤに在泊していた。1942年2月18日から19日にかけての夜に戦われたバリ島沖海戦において、「ピート・ハイン」は日本の駆逐艦「朝潮」からの雷撃により撃沈され、艦長J.M.L.I. Chömpff以下64人が戦死した。